# Hoszaka Cukasza
Hoszaka Cukasza (Jamanasi, 1937. március 3. – 2018. január 21.) japán válogatott labdarúgó.
A japán válogatott tagjaként részt vett az 1964. évi nyári olimpiai játékokon.

## Statisztika
| Japán válogatott | Japán válogatott | Japán válogatott |
| Időszak          | Mérk.            | gól              |
| ---------------- | ---------------- | ---------------- |
| 1960             | 1                | 0                |
| 1961             | 6                | 0                |
| 1962             | 6                | 0                |
| 1963             | 5                | 0                |
| 1964             | 1                | 0                |
| Összesen         | 19               | 0                |